# Eirenis africana
Eirenis africana är en ormart som beskrevs av Boulenger 1914. Eirenis africana ingår i släktet Eirenis och familjen snokar. Inga underarter finns listade i Catalogue of Life.
Arten förekommer i Eritrea, Djibouti, Etiopien och nordöstra Sudan. Honor lägger ägg.